# 戸田小浜駅
戸田小浜駅（とだこはまえき）は、島根県益田市戸田町にある、西日本旅客鉄道（JR西日本）山陰本線の駅である。

## 歴史
- 1925年（大正14年）
  - 3月8日：鉄道省山陰本線石見益田駅（現・益田駅） - 当駅間延伸時に終着駅の石見小浜駅（いわみこはまえき）として開設[1]。客貨取扱開始[1]。
  - 11月1日：戸田小浜駅（とだこはまえき）に改称[1]。
- 1927年（昭和2年）6月19日：山陰本線当駅 - 飯浦駅間延伸、途中駅となる。
- 1963年（昭和38年）2月1日：貨物取扱廃止[1]。
- 1984年（昭和59年）2月1日：荷物扱い廃止[1]。
- 1985年（昭和60年）3月14日：無人駅化[2]。
- 1987年（昭和62年）4月1日：国鉄分割民営化に伴い、西日本旅客鉄道（JR西日本）の駅となる[1]。同時に有人駅化[3]
- 1990年（平成2年）3月10日：再度無人駅化[3][4]。
- 2013年（平成25年）7月28日：豪雨災害に伴い線路が被災、一時益田駅 - 当駅 - 長門市駅間が運休（※益田駅 - 当駅 - 須佐駅については11月9日に運行再開）。

## 駅構造
相対式ホーム2面2線を有する列車交換・待避・折返し可能な地上駅。以前は単式・島式ホーム複合型2面3線を有し、上りホームが島式であった。木造駅舎を備える。
長門鉄道部管理の無人駅。自動券売機等の設備は無い。以前の駅事務室部分はコミュニティセンターとして再利用されている。駅舎は下りホーム側にあり、益田方に上りホームへの跨線橋がある。また駅舎にはJA西いわみ中西支店が入居している。

### のりば
| のりば | 路線      | 方向 | 行先             | 備考                 |
| ------ | --------- | ---- | ---------------- | -------------------- |
| 1      | ■山陰本線 | 上り | 益田・浜田方面   |                      |
| 2      | ■山陰本線 | 下り | 東萩・長門市方面 | 浜田方面は益田で乗換 |

付記事項
- のりば番号は構内自動放送でのみ呼称される。駅舎側が2番のりばである。

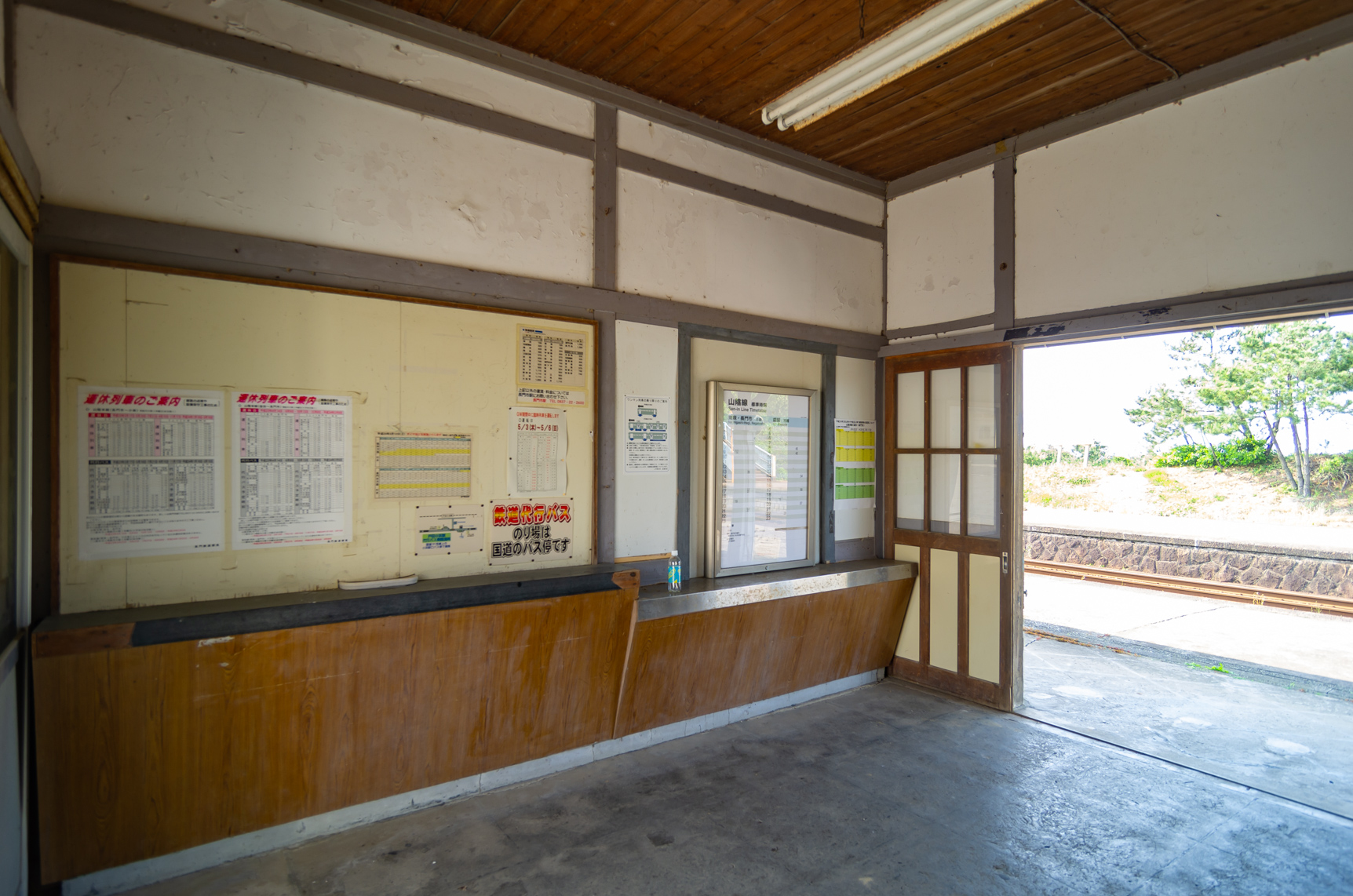
駅舎内（2012年5月）
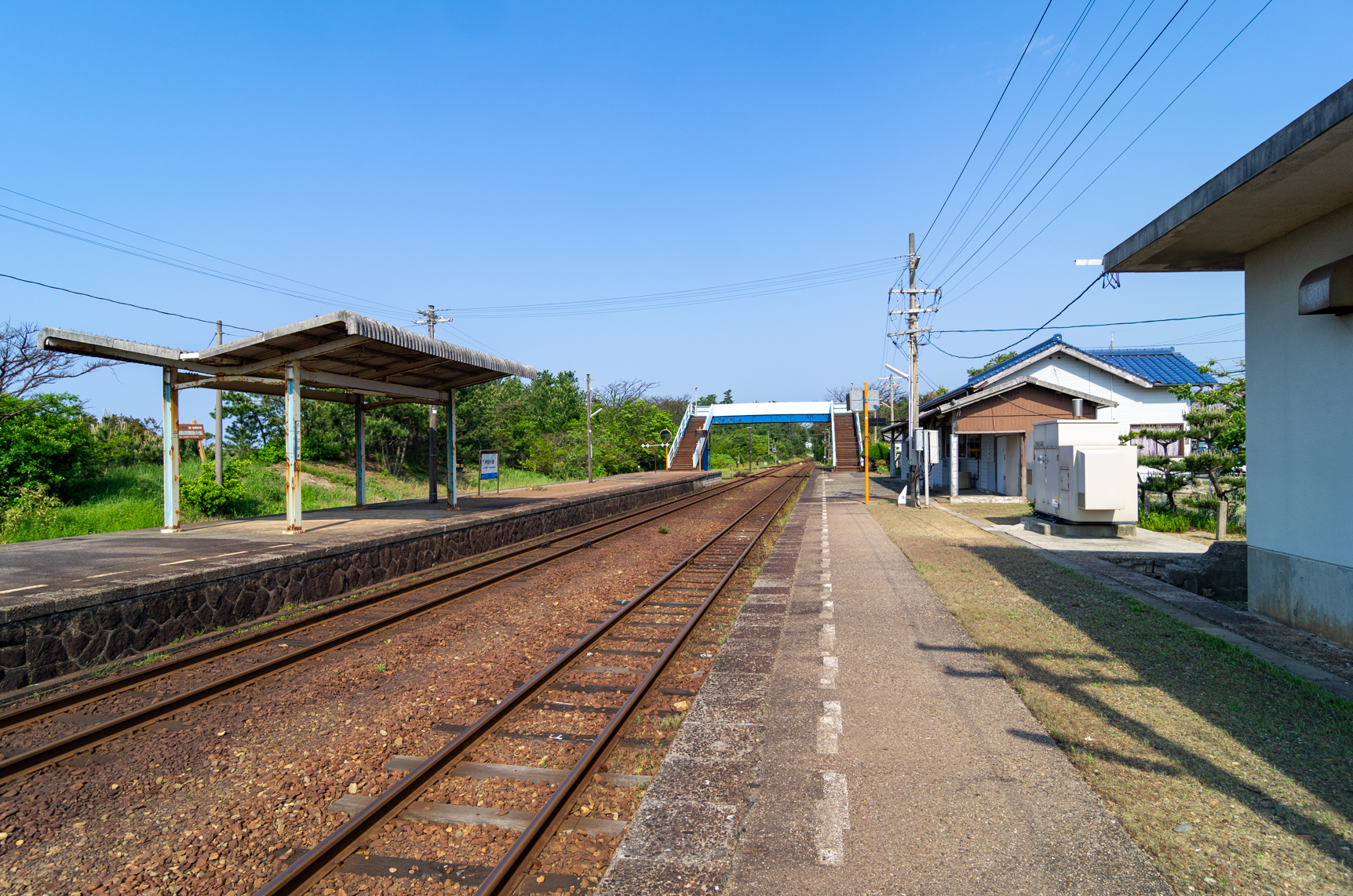
ホーム（2012年5月）
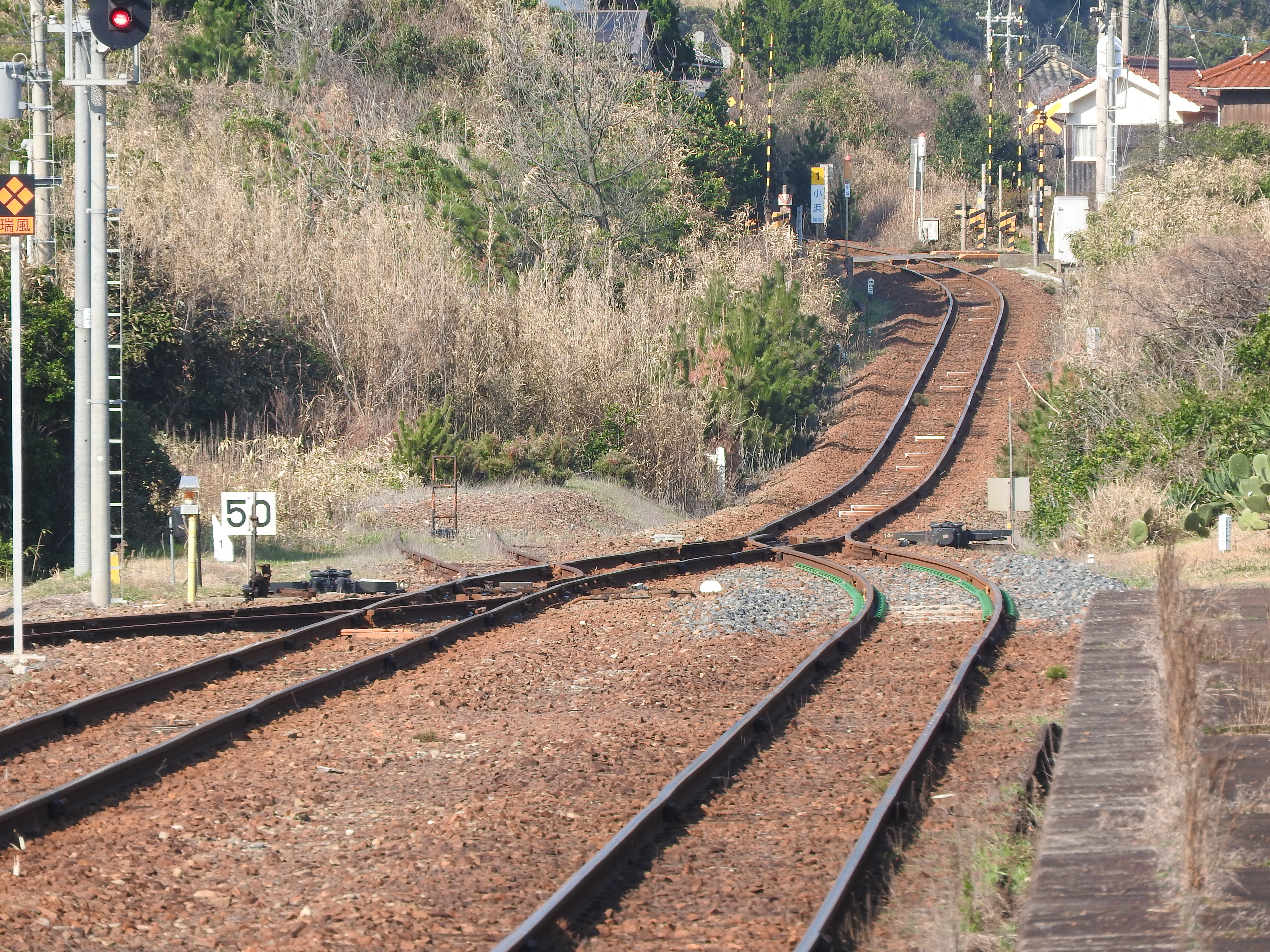
上りホームより東萩方を望む。線路の砂利の色が変化している部分が旧待避線への分岐跡（2021年2月）

## 利用状況
2022年度の1日平均乗車人員は15人である。2004年度は26人、1994年度は72人、1984年度は141人であった。
近年の1日平均乗車人員の推移は以下の通り。
| 乗車人員推移 | 乗車人員推移 |
| 年度         | 1日平均人数  |
| ------------ | ------------ |
| 1999         | 44           |
| 2000         | 37           |
| 2001         | 32           |
| 2002         | 28           |
| 2003         | 28           |
| 2004         | 26           |
| 2005         | 28           |
| 2006         | 29           |
| 2007         | 26           |
| 2008         | 28           |
| 2009         | 25           |
| 2010         | 25           |
| 2011         | 19           |
| 2012         | 15           |
| 2013         | 10           |
| 2014         | 8            |
| 2015         | 10           |
| 2016         | 11           |
| 2017         | 11           |
| 2018         | 11           |
| 2019         | 9            |
| 2020         | 9            |
| 2021         | 9            |
| 2022         | 15           |

## 駅周辺
- 小浜海水浴場
- 益田小浜郵便局
- 益田市立小野中学校
- 国道191号
- 戸田柿本神社（駅には柿本人麻呂生誕の地と言う説明板がある）
- 石見交通「小浜駅口」停留所：小浜江崎線

## 隣の駅
西日本旅客鉄道（JR西日本）
■山陰本線
益田駅 - 戸田小浜駅 - 飯浦駅

#### 統計資料
1. ↑  “島根県統計書”. しまね統計情報データベース.   島根県政策企画局. 2025年2月3日閲覧。